# Holstein (Nebraska)
Holstein je selo u američkoj saveznoj državi Nebraska. Prema popisu stanovništva iz 2010. u njemu je živjelo 214 stanovnika.